# Maniola corfiothispulla
Maniola corfiothispulla är en fjärilsart som beskrevs av Gary R. Graves 1933. Maniola corfiothispulla ingår i släktet Maniola och familjen praktfjärilar. Inga underarter finns listade i Catalogue of Life.